# 選抜高等学校野球大会 (熊本県勢)
選抜高等学校野球大会においての熊本県勢の成績について記す。

## 大会結果
| 大会                 | 選出校                     | 試合結果 | 試合結果                       | 成績     |
| -------------------- | -------------------------- | -------- | ------------------------------ | -------- |
| 第3回大会（1926年）  | 熊本商（初出場）           | 1回戦    | ○ 4 - 0 愛知一中               | ベスト4  |
| 第3回大会（1926年）  | 熊本商（初出場）           | 準々決勝 | ○ 10 - 2 市岡中                | ベスト4  |
| 第3回大会（1926年）  | 熊本商（初出場）           | 準決勝   | ● 0 - 8 松本商                 | ベスト4  |
| 第10回大会（1933年） | 熊本工（初出場）           | 1回戦    | ● 2 - 4 興国商                 | 初戦敗退 |
| 第13回大会（1936年） | 熊本工（3年ぶり2回目）     | 1回戦    | ● 7 - 9 桐生中                 | 初戦敗退 |
| 第14回大会（1937年） | 熊本商（11年ぶり2回目）    | 2回戦    | ○ 4 - 1 甲陽中                 | ベスト8  |
| 第14回大会（1937年） | 熊本商（11年ぶり2回目）    | 準々決勝 | ● 1 - 5 徳島商                 | ベスト8  |
| 第16回大会（1939年） | 熊本工（3年ぶり3回目）     | 2回戦    | ○ 5 - 0 桐生中                 | ベスト8  |
| 第16回大会（1939年） | 熊本工（3年ぶり3回目）     | 準々決勝 | ● 0 - 2 島田商                 | ベスト8  |
| 第18回大会（1941年） | 熊本工（2年ぶり4回目）     | 1回戦    | ○ 7 - 0 早稲田実               | ベスト4  |
| 第18回大会（1941年） | 熊本工（2年ぶり4回目）     | 準々決勝 | ○ 1 - 0 下関商                 | ベスト4  |
| 第18回大会（1941年） | 熊本工（2年ぶり4回目）     | 準決勝   | ● 4 - 5 東邦商                 | ベスト4  |
| 第19回大会（1947年） | 熊本商（10年ぶり3回目）    | 1回戦    | ○ 8 - 5 広島商                 | 2回戦    |
| 第19回大会（1947年） | 熊本商（10年ぶり3回目）    | 2回戦    | ● 0 - 8 徳島商                 | 2回戦    |
| 第19回大会（1947年） | 中学済々黌（初出場）       | 1回戦    | ○ 3 - 0 京都二商               | 2回戦    |
| 第19回大会（1947年） | 中学済々黌（初出場）       | 2回戦    | ● 6 - 9 下関商                 | 2回戦    |
| 第22回大会（1950年） | 熊本工（9年ぶり5回目）     | 1回戦    | ○ 15 - 9 県尼崎                | ベスト8  |
| 第22回大会（1950年） | 熊本工（9年ぶり5回目）     | 準々決勝 | ● 3 - 5 高知商                 | ベスト8  |
| 第23回大会（1951年） | 熊本商（4年ぶり4回目）     | 1回戦    | ○ 11 - 5 浜田                  | ベスト8  |
| 第23回大会（1951年） | 熊本商（4年ぶり4回目）     | 準々決勝 | ● 3 - 8 鳴尾                   | ベスト8  |
| 第25回大会（1953年） | 済々黌（6年ぶり2回目）     | 2回戦    | ○ 4 - 0 彦根東                 | ベスト8  |
| 第25回大会（1953年） | 済々黌（6年ぶり2回目）     | 準々決勝 | ● 0 - 1 浪華商（延長13回）     | ベスト8  |
| 第26回大会（1954年） | 熊本工（4年ぶり6回目）     | 2回戦    | ○ 4 - 2 新宮                   | ベスト4  |
| 第26回大会（1954年） | 熊本工（4年ぶり6回目）     | 準々決勝 | ○ 4 - 3 北海                   | ベスト4  |
| 第26回大会（1954年） | 熊本工（4年ぶり6回目）     | 準決勝   | ● 0 - 6 飯田長姫               | ベスト4  |
| 第30回大会（1958年） | 熊本工（4年ぶり7回目）     | 2回戦    | ○ 1 - 0 多治見工               | ベスト4  |
| 第30回大会（1958年） | 熊本工（4年ぶり7回目）     | 準々決勝 | ○ 3 - 2 海南                   | ベスト4  |
| 第30回大会（1958年） | 熊本工（4年ぶり7回目）     | 準決勝   | ● 2 - 5 済々黌                 | ベスト4  |
| 第30回大会（1958年） | 済々黌（5年ぶり3回目）     | 1回戦    | ○ 3 - 0 清水東                 | 優勝     |
| 第30回大会（1958年） | 済々黌（5年ぶり3回目）     | 2回戦    | ○ 4 - 0 新潟商                 | 優勝     |
| 第30回大会（1958年） | 済々黌（5年ぶり3回目）     | 準々決勝 | ○ 7 - 5 早稲田実               | 優勝     |
| 第30回大会（1958年） | 済々黌（5年ぶり3回目）     | 準決勝   | ○ 5 - 2 熊本工                 | 優勝     |
| 第30回大会（1958年） | 済々黌（5年ぶり3回目）     | 決勝     | ○ 7 - 1 中京商                 | 優勝     |
| 第37回大会（1965年） | 熊本工（7年ぶり8回目）     | 1回戦    | ● 1 - 2 中京商                 | 初戦敗退 |
| 第39回大会（1967年） | 熊本工（2年ぶり9回目）     | 1回戦    | ○ 4 - 2 富山商（延長14回）     | ベスト8  |
| 第39回大会（1967年） | 熊本工（2年ぶり9回目）     | 2回戦    | ○ 2 - 1 三田学園               | ベスト8  |
| 第39回大会（1967年） | 熊本工（2年ぶり9回目）     | 準々決勝 | ● 0 - 2 高知                   | ベスト8  |
| 第39回大会（1967年） | 鎮西（初出場）             | 1回戦    | ○ 5 - 0 愛知                   | 2回戦    |
| 第39回大会（1967年） | 鎮西（初出場）             | 2回戦    | ● 2 - 6 報徳学園               | 2回戦    |
| 第42回大会（1970年） | 八代東（初出場）           | 1回戦    | ● 0 - 2 日大三                 | 初戦敗退 |
| 第47回大会（1975年） | 熊本工（8年ぶり10回目）    | 2回戦    | ● 4 - 5 高知（延長11回）       | 初戦敗退 |
| 第49回大会（1977年） | 熊本工（2年ぶり11回目）    | 1回戦    | ● 1 - 2 東北（延長12回）       | 初戦敗退 |
| 第51回大会（1979年） | 八代工（初出場）           | 1回戦    | ● 3 - 4x 高知商（延長11回）    | 初戦敗退 |
| 第52回大会（1980年） | 九州学院（初出場）         | 1回戦    | ○ 5 - 1 東邦                   | 2回戦    |
| 第52回大会（1980年） | 九州学院（初出場）         | 2回戦    | ● 0 - 1 広陵                   | 2回戦    |
| 第55回大会（1983年） | 熊本工（6年ぶり12回目）    | 1回戦    | ● 4 - 11 星稜                  | 初戦敗退 |
| 第58回大会（1986年） | 熊本工（3年ぶり13回目）    | 1回戦    | ● 6 - 7 尾道商                 | 初戦敗退 |
| 第59回大会（1987年） | 熊本工（2年連続14回目）    | 1回戦    | ○ 5 - 4 岡山南                 | ベスト8  |
| 第59回大会（1987年） | 熊本工（2年連続14回目）    | 2回戦    | ○ 12 - 2 国学院栃木            | ベスト8  |
| 第59回大会（1987年） | 熊本工（2年連続14回目）    | 準々決勝 | ● 0 - 4 東海大甲府             | ベスト8  |
| 第60回大会（1988年） | 熊本工（3年連続15回目）    | 1回戦    | ● 3 - 6 高知商                 | 初戦敗退 |
| 第62回大会（1990年） | 鎮西（23年ぶり2回目）      | 1回戦    | ● 7 - 10 浜松商                | 初戦敗退 |
| 第63回大会（1991年） | 熊本工（3年ぶり16回目）    | 1回戦    | ● 2 - 3 帝京                   | 初戦敗退 |
| 第66回大会（1994年） | 熊本工（3年ぶり17回目）    | 1回戦    | ● 2 - 6 姫路工                 | 初戦敗退 |
| 第67回大会（1995年） | 熊本工（2年連続18回目）    | 1回戦    | ○ 4 - 1 郡山                   | 2回戦    |
| 第67回大会（1995年） | 熊本工（2年連続18回目）    | 2回戦    | ● 2 - 6 日南学園               | 2回戦    |
| 第67回大会（1995年） | 城北（初出場）             | 1回戦    | ● 3 - 5 大府                   | 初戦敗退 |
| 第69回大会（1997年） | 城北（2年ぶり2回目）       | 1回戦    | ● 1 - 8 春日部共栄             | 初戦敗退 |
| 第72回大会（2000年） | 九州学院（20年ぶり2回目）  | 1回戦    | ○ 8 - 0 享栄                   | 2回戦    |
| 第72回大会（2000年） | 九州学院（20年ぶり2回目）  | 2回戦    | ● 5 - 6 国学院栃木             | 2回戦    |
| 第74回大会（2002年） | 九州学院（2年ぶり3回目）   | 1回戦    | ○ 2 - 1 前橋                   | 2回戦    |
| 第74回大会（2002年） | 九州学院（2年ぶり3回目）   | 2回戦    | ● 2 - 5 関西                   | 2回戦    |
| 第75回大会（2003年） | 秀岳館（初出場）           | 2回戦    | ● 3 - 4x 花咲徳栄（延長13回）  | 初戦敗退 |
| 第76回大会（2004年） | 熊本工（9年ぶり19回目）    | 1回戦    | ● 0 - 2 東北                   | 初戦敗退 |
| 第79回大会（2007年） | 熊本工（3年ぶり20回目）    | 1回戦    | ○ 6 - 4 県和歌山商             | ベスト4  |
| 第79回大会（2007年） | 熊本工（3年ぶり20回目）    | 2回戦    | ○ 6 - 3 千葉経大付（延長12回） | ベスト4  |
| 第79回大会（2007年） | 熊本工（3年ぶり20回目）    | 準々決勝 | ○ 5 - 3 室戸                   | ベスト4  |
| 第79回大会（2007年） | 熊本工（3年ぶり20回目）    | 準決勝   | ● 4 - 6 常葉菊川               | ベスト4  |
| 第80回大会（2008年） | 城北（11年ぶり3回目）      | 1回戦    | ● 0 - 2 安房                   | 初戦敗退 |
| 第83回大会（2011年） | 九州学院（9年ぶり4回目）   | 1回戦    | ○ 8x - 7 国学院久我山          | 2回戦    |
| 第83回大会（2011年） | 九州学院（9年ぶり4回目）   | 2回戦    | ● 2 - 8 履正社                 | 2回戦    |
| 第84回大会（2012年） | 九州学院（2年連続5回目）   | 1回戦    | ○ 6 - 0 女満別                 | 2回戦    |
| 第84回大会（2012年） | 九州学院（2年連続5回目）   | 2回戦    | ● 3 - 5 大阪桐蔭               | 2回戦    |
| 第85回大会（2013年） | 済々黌（55年ぶり4回目）    | 2回戦    | ○ 2 - 0 常総学院               | 3回戦    |
| 第85回大会（2013年） | 済々黌（55年ぶり4回目）    | 3回戦    | ● 1 - 4 済美                   | 3回戦    |
| 第86回大会（2014年） | 鎮西（24年ぶり3回目）      | 1回戦    | ● 0 - 2 佐野日大               | 初戦敗退 |
| 第87回大会（2015年） | 九州学院（3年ぶり6回目）   | 1回戦    | ● 2 - 9 八戸学院光星           | 初戦敗退 |
| 第88回大会（2016年） | 秀岳館（13年ぶり2回目）    | 1回戦    | ○ 6 - 5 花咲徳栄               | ベスト4  |
| 第88回大会（2016年） | 秀岳館（13年ぶり2回目）    | 2回戦    | ○ 16 - 0 南陽工                | ベスト4  |
| 第88回大会（2016年） | 秀岳館（13年ぶり2回目）    | 準々決勝 | ○ 2x - 1 木更津総合            | ベスト4  |
| 第88回大会（2016年） | 秀岳館（13年ぶり2回目）    | 準決勝   | ● 2 - 4 高松商（延長11回）     | ベスト4  |
| 第89回大会（2017年） | 熊本工（10年ぶり21回目）   | 1回戦    | ● 0 - 9 智弁学園               | 初戦敗退 |
| 第89回大会（2017年） | 秀岳館（2年連続3回目）     | 1回戦    | ○ 11 - 1 高田商                | ベスト4  |
| 第89回大会（2017年） | 秀岳館（2年連続3回目）     | 2回戦    | ○ 3 - 2 作新学院               | ベスト4  |
| 第89回大会（2017年） | 秀岳館（2年連続3回目）     | 準々決勝 | ○ 9 - 2 健大高崎               | ベスト4  |
| 第89回大会（2017年） | 秀岳館（2年連続3回目）     | 準決勝   | ● 1 - 2 大阪桐蔭               | ベスト4  |
| 第91回大会（2019年） | 熊本西（21世紀枠・初出場） | 1回戦    | ● 2 - 13 智弁和歌山            | 初戦敗退 |
| 第96回大会（2024年） | 熊本国府（初出場）         | 1回戦    | ○ 2x - 1 近江（延長10回TB）    | 2回戦    |
| 第96回大会（2024年） | 熊本国府（初出場）         | 2回戦    | ● 0 - 3 阿南光                 | 2回戦    |

## 通算成績
| 出場 | 試合 | 勝利 | 敗戦 | 引分 | 勝率 | 優勝 | 準優勝 | ベスト4 | ベスト8 |
| ---- | ---- | ---- | ---- | ---- | ---- | ---- | ------ | ------- | ------- |
| 48   | 89   | 42   | 47   | 0    | .472 | 1    | 0      | 7       | 7       |

## 学校別成績
| 校名     | 出場 | 直近出場 | 勝敗     | 最高成績 | 前身校     |
| -------- | ---- | -------- | -------- | -------- | ---------- |
| 熊本工   | 21回 | 2017年   | 16勝21敗 | ベスト4  |            |
| 九州学院 | 6回  | 2015年   | 5勝6敗   | 2回戦    |            |
| 済々黌   | 4回  | 2013年   | 8勝3敗   | 優勝1回  | 中学済々黌 |
| 熊本商   | 4回  | 1951年   | 5勝4敗   | ベスト4  |            |
| 秀岳館   | 3回  | 2017年   | 6勝3敗   | ベスト4  |            |
| 鎮西     | 3回  | 2014年   | 1勝3敗   | 2回戦    |            |
| 城北     | 3回  | 2008年   | 0勝3敗   | 初戦敗退 |            |
| 熊本国府 | 1回  | 2024年   | 1勝1敗   | 2回戦    |            |
| 八代東   | 1回  | 1970年   | 0勝1敗   | 初戦敗退 |            |
| 八代工   | 1回  | 1979年   | 0勝1敗   | 初戦敗退 |            |
| 熊本西   | 1回  | 2019年   | 0勝1敗   | 初戦敗退 |            |